# مقاطعة جينينغز (إنديانا)
مقاطعة جينينغز (بالإنجليزية: Jennings County, Indiana)‏ هي إحدى مقاطعات ولاية إنديانا في الولايات المتحدة. تأسست سنة 1817، بلغ عدد سكانها 28525 نسمة في عام 2010 حسب إحصاء مكتب تعداد الولايات المتحدة وتصل الكثافة السكانية فيها 29.2 نسمة/كم2.

## وصلات خارجية
- United States Counties